# Podgórnoie (Penza)
|  | Per a altres significats, vegeu «Podgórnoie». |

Podgórnoie - Подгорное (rus) és un poble de l'óblast de Penza, a Rússia. El 2010 tenia 726 habitants.